# إبقى (2005)
إبقى (بالإنجليزية: Stay)‏ هو فلم إثارة نفسية أمريكي من إخراج مارك فورستر وتأليف ديفيد بينيوف. نجوم الفيلم هم إيوان مكريغور، رايان غوسلينغ، بوب هوسكينز، و نعومي واتس. وإنتاج ريجنسي إنتربريسيز
وتوزيع تونتيث سينتشوري فوكس، يقدم الفيلم قوة العلاقات التي تتمحور حول الواقع، الموت، الحب، الانتحار، وما بعد الحياة.

## قصة الفيلم
يحاول الطبيب النفسي سام فوستر في سبيل منع مريضه هنري ليثام من الانتحار في أثناء محاولته للحفاظ على قبضته الخاصة على أرض الواقع الذي يتسرب منه.

## روابط خارجية
- إبقى على موقع IMDb (الإنجليزية)
- إبقى على موقع ميتاكريتيك (الإنجليزية)
- إبقى على موقع روتن توميتوز (الإنجليزية)
- إبقى على موقع نتفليكس (الإنجليزية)
- إبقى على موقع قاعدة بيانات الأفلام العربية
- إبقى على موقع ألو سيني (الفرنسية)
- إبقى على موقع أول موفي (الإنجليزية)
- إبقى على موقع بوكس أوفيس موجو (الإنجليزية)
- إبقى على موقع فيلمافينيتي (الإسبانية)
- إبقى على موقع قاعدة بيانات الأفلام السويدية (السويدية)